# María Elena Orantes
María Elena Orantes López (Tapilula, Chiapas, 24 de julio de 1968). es una política del Estado de Chiapas, México, ha sido diputada local de representación proporcional por el Partido Revolucionario Institucional PRI, diputada federal de representación proporcional por el PRI y Senadora de Representación Proporcional por el PRI por Chiapas. En 2023 fue nombrado Consul General de México en Houston.
Estudió la Licenciatura en Ciencias de la Comunicación en el Instituto Tecnológico y de Estudios Superiores de Monterrey, Campus Monterrey, Nuevo León.
Posteriormente, una Maestría en Administración Pública y Políticas Públicas en el ITESM y Diplomado “Los medios de Comunicación en los Procesos Electorales”, en esa misma institución; Diplomado “La Legislación con Perspectiva de Género” y Diplomado en "Políticas Públicas" en la Universidad Complutense, en Madrid, España, entre otros.

## Carrera Legislativa[4][5]
Ha sido legisladora por la vía uninominal (votación directa) y plurinominal (representación a un partido)  
- Diputada local uninominal Distrito XI por el Partido Revolucionario Institucional de la LX Legislatura del Congreso del Estado de Chiapas (2000 al 2003);
- Diputada federal plurinominal por el Partido Revolucionario Institucional de la LIX Legislatura por el estado Chiapas en la Cámara de Diputados ( 2003 al 2006);
- Senadora de la República Plurinominal por el Partido Revolucionario Institucional por el Estado de Chiapas en el Senado de la República (2006 al 2012)
- Diputada federal plurinominal por el Partido Movimiento Ciudadano de la LXIII Legislatura por la 5.ª circunscripción en la Cámara de Diputados (2015 al 31 de enero de 2018)

## Actividades Partidistas
En el Partido Revolucionario Institucional se desempeñó como:
- Consejera Política Municipal del PRI;
- Consejera Política Nacional del Partido Revolucionario Institucional;
- Consejera Política Estatal del PRI en Chiapas;
- Secretaria General de Comunicación Social en el Organismo Nacional de Mujeres Priístas (OMPRI).

En Partido Movimiento Ciudadano se desempeñó como:
- Secretaria General de Acuerdos de Movimiento Ciudadano

## Candidatura al Gobierno de Chiapas
En las Elecciones Estatales para el Gobierno de Chiapas en 2012 fue candidata por la coalición de los Partido de la Revolución Democrática, Partido del Trabajo y Partido Movimiento Ciudadano, obteniendo el 17.4% de los votos.

## Elecciones 2018
En las Elecciones Generales de 2018 es candidata al Senado de la República por la Coalición "Por Chiapas al Frente" integrada por los Partido Acción Nacional (PAN), Partido de la Revolución Democrática (PRD) y Partido Movimiento Ciudadano (MC).

## Actividades Profesionales
En el ámbito profesional se desempeñó como:
- Coordinadora Estatal de Relaciones Públicas y Comunicación Social en el Instituto Federal Electoral
- Participó en el Consejo Estatal Electoral de Chiapas;
- Coordinadora Estatal de la Mujer en el Estado de Chiapas;
- Presidente de la Academia Nacional de la Mujer de la Sociedad Mexicana de Geografía y Estadística;
- Periodista de radio y televisión.
- Catedrática en el ITESM;
- Conferencista Internacional de la red EXA-TEC
- Conferencista del Instituto de Administración Pública.
- Presidenta del Colectivo de Mujeres 50+1

## Publicaciones
Ha escrito los libros:
- “El Reto de Ser Mujer”,
- “La Historia del 8 de Marzo”,
- "La Conquista Del Sufragio"
- "Belisario Domínguez Palencia 1863-1913 Centenario de la Revolución Mexicana de 1910"
- "La Política con Rostro de Mujer", en el cual, coordinó la participación de 8 mujeres activas en la política mexicana,